# Fogazzaro (famiglia)
I Fogazzaro, originari di Schio, furono una famiglia vicentina che ricoprì importanti ruoli politici in ambito locale. Tra i membri più noti della casata si possono ricordare lo scrittore Antonio Fogazzaro e suo zio don Giuseppe Fogazzaro.

## Storia

### Origini
Il primo membro della famiglia Fogazzaro di cui si ha notizia è Giovanni Fogazzaro, di cui si conosce solo il nome, senza riferimenti alla provenienza o alla data di nascita. Giovanni Antonio fu il primo Fogazzaro che si trasferì stabilmente nella città di Vicenza verso la fine del XVIII secolo, allontanandosi dal contesto scledense. La famiglia rimase comunque influente nel contesto politico di Schio, infatti Giuseppe Francesco Maria Fogazzaro, fratello maggiore di Giovanni Antonio, ricoprì la carica di Podestà del comune. Giovanni Antonio accrebbe la già cospicua fortuna familiare grazie al suo successo come imprenditore tessile. Inoltre introdusse la propria famiglia all'alta società vicentina sposando in seconde nozze la nobildonna Isabella Spaur.

### Prima Guerra d'Indipendenza Italiana
Nel 1848 ebbe inizio una stagione di moti rivoluzionari che coinvolsero l'intero continente europeo. Nel marzo di quell'anno la città di Vicenza insorse, costringendo la guarnigione austriaca comandata dal generale Thurn und Taxis a ritirarsi all'interno delle Fortezze del Quadrilatero. Subito si costituì una Guardia Civica che occupò la loggia del Capitaniato in Piazza dei Signori. I due figli di Giovanni Antonio Fogazzaro, don Giuseppe e Mariano, furono chiamati a far parte di una Giunta Straordinaria composta da venti membri che resse la città insorta.
Don Giuseppe fu incaricato di due missioni dalla Giunta Straordinaria. La prima consistette nel recarsi a Venezia, anch'essa liberatasi della guarnigione austriaca, e instaurare un collegamento con la Repubblica di San Marco retta da Daniele Manin. La seconda missione ebbe come meta la città di Roma dove don Giuseppe avrebbe dovuto convincere Papa Pio IX a schierarsi per la causa risorgimentale e muovere in Veneto l'esercito pontificio al comando del generale Durando.
Don Giuseppe non riuscì a portare a termine il suo incarico presso la curia papale e Vicenza cadde in mano austriaca l'11 giugno 1848 a seguito della battaglia di Monte Berico. La famiglia Fogazzaro si recò in esilio nella loro villa sul lago Ceresio per poi rientrare a Vicenza nell'ottobre dell'anno 1849. Ormai privo di prospettive di avanzamenti di carriera in ambito universitario ed ecclesiastico, don Giuseppe si defilò dal contesto pubblico e nel 1851 assunse l'educazione di suo nipote Antonio.

### Regno d'Italia
A seguito dell'annessione del Veneto al Regno d'Italia nel 1866, Mariano Fogazzaro divenne deputato per il collegio di Marostica nella IX Legislatura del Regno come esponente dell'area politica cattolica liberale. Mariano morì nel nell'aprile dell'anno 1887 lasciando la guida della famiglia al figlio, Antonio Fogazzaro, scrittore vicentino autore del celebre romanzo Piccolo mondo antico. Antonio sposò la contessa Margherita Valmarana nel 1866, unendo così la famiglia Fogazzaro e la nobile famiglia Valmarana. Nel maggio 1895 la famiglia fu scossa dall'improvvisa morte dell'unico figlio maschio di Antonio, il giovane Mariano Fogazzaro che morì a soli vent'anni. Questo condusse all'estinzione della discendenza maschile della famiglia Fogazzaro.
Il nome della famiglia è ad oggi mantenuto dai discendenti del marchese Giuseppe Roi e Teresa Fogazzaro, figlia primogenita di Antonio Fogazzaro. La sorella minore di Teresa, Maria Fogazzaro, si prodigò durante la sua vita per opere benefiche, specialmente durante la Prima Guerra Mondiale dove assistette i profughi di guerra e divenne presidente del Comitato provinciale della Croce rossa della quale era infermiera volontaria dal 1910.

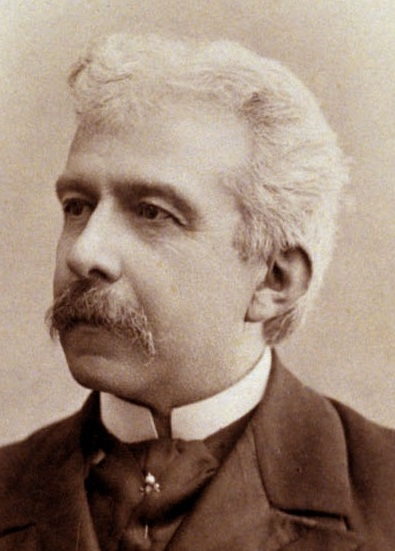
L'autore Antonio Fogazzaro.

## Albero genealogico
|                               |                               |                                   |                                   |                                     |                                     |                                    |                                    |                     |                     |                                    |                          |                            |                         |                            |                            |                             |                             |                             |                             |                                    |                                    |                 |                 |                          |                          |                        |                        |                               |                               |
|                               |                               |                                   |                                   |                                     |                                     |                                    |                                    |                     |                     |                                    |                          | Giovanni                   |                         |                            |                            |                             |                             |                             |                             |                                    |                                    |                 |                 |                          |                          |                        |                        |                               |                               |
|                               |                               |                                   |                                   |                                     |                                     |                                    |                                    |                     |                     |                                    |                          |                            |                         |                            |                            |                             |                             |                             |                             |                                    |                                    |                 |                 |                          |                          |                        |                        |                               |                               |
|                               |                               |                                   |                                   |                                     |                                     |                                    |                                    |                     |                     |                                    |                          |                            |                         |                            |                            |                             |                             |                             |                             |                                    |                                    |                 |                 |                          |                          |                        |                        |                               |                               |
|                               |                               |                                   |                                   |                                     |                                     |                                    |                                    |                     |                     |                                    |                          | Abramo 1684-?              |                         |                            |                            |                             |                             |                             |                             |                                    |                                    |                 |                 |                          |                          |                        |                        |                               |                               |
|                               |                               |                                   |                                   |                                     |                                     |                                    |                                    |                     |                     |                                    |                          |                            |                         |                            |                            |                             |                             |                             |                             |                                    |                                    |                 |                 |                          |                          |                        |                        |                               |                               |
|                               |                               |                                   |                                   |                                     |                                     |                                    |                                    |                     |                     |                                    |                          |                            |                         |                            |                            |                             |                             |                             |                             |                                    |                                    |                 |                 |                          |                          |                        |                        |                               |                               |
|                               |                               |                                   |                                   |                                     |                                     |                                    |                                    |                     |                     |                                    |                          | Giovanni Antonio 1714-1796 |                         |                            |                            |                             |                             |                             |                             |                                    |                                    |                 |                 |                          |                          |                        |                        |                               |                               |
|                               |                               |                                   |                                   |                                     |                                     |                                    |                                    |                     |                     |                                    |                          |                            |                         |                            |                            |                             |                             |                             |                             |                                    |                                    |                 |                 |                          |                          |                        |                        |                               |                               |
|                               |                               |                                   |                                   |                                     |                                     |                                    |                                    |                     |                     |                                    |                          |                            |                         |                            |                            |                             |                             |                             |                             |                                    |                                    |                 |                 |                          |                          |                        |                        |                               |                               |
|                               |                               |                                   |                                   | Lucia 1747-1818                     | Lucia 1747-1818                     | Giuseppe 1750-1830                 | Giuseppe 1750-1830                 | Maria Teresa 1752-? | Maria Teresa 1752-? | Mariano Abramo 1755-1831           | Mariano Abramo 1755-1831 | Maria Elisabetta 1757-?    | Maria Elisabetta 1757-? | Anna Maria 1760-1827       | Anna Maria 1760-1827       | Francesco Maria 1763-?      | Francesco Maria 1763-?      | Anna Maria Francesca 1764-? | Anna Maria Francesca 1764-? | Anna Maria Maddalena 1770-?        | Anna Maria Maddalena 1770-?        |                 |                 |                          |                          |                        |                        |                               |                               |
|                               |                               |                                   |                                   |                                     |                                     |                                    |                                    |                     |                     |                                    |                          |                            |                         |                            |                            |                             |                             |                             |                             |                                    |                                    |                 |                 |                          |                          |                        |                        |                               |                               |
|                               |                               |                                   |                                   |                                     |                                     |                                    |                                    |                     |                     |                                    |                          |                            |                         |                            |                            |                             |                             |                             |                             |                                    |                                    |                 |                 |                          |                          |                        |                        |                               |                               |
| Maria Maddalena Teresa 1775-? | Maria Maddalena Teresa 1775-? | Maria Maddalena Lorenza 1776-1832 | Maria Maddalena Lorenza 1776-1832 | Giovanni Antonio Battista 1778-1781 | Giovanni Antonio Battista 1778-1781 | Giuseppe Francesco Maria 1780-1845 | Giuseppe Francesco Maria 1780-1845 |                     |                     |                                    |                          | Marianna 1782-1847         | Marianna 1782-1847      |                            |                            |                             |                             | Giovanni Antonio 1784-1856  | Giovanni Antonio 1784-1856  | Giacomo Giovanni Maria 1785-?      | Giacomo Giovanni Maria 1785-?      |                 |                 |                          |                          |                        |                        |                               |                               |
|                               |                               |                                   |                                   |                                     |                                     |                                    |                                    |                     |                     |                                    |                          |                            |                         |                            |                            |                             |                             |                             |                             |                                    |                                    |                 |                 |                          |                          |                        |                        |                               |                               |
|                               |                               |                                   |                                   |                                     |                                     |                                    |                                    |                     |                     |                                    |                          |                            |                         |                            |                            |                             |                             |                             |                             |                                    |                                    |                 |                 |                          |                          |                        |                        |                               |                               |
|                               |                               |                                   |                                   |                                     |                                     | Ramo scledense ·                   | Ramo scledense ·                   | Caterina 1812-1861  | Caterina 1812-1861  | Giuseppe 1813-1901                 | Giuseppe 1813-1901       | Mariano 1814-1887          | Mariano 1814-1887       | Maria Elisabetta 1815-1876 | Maria Elisabetta 1815-1876 | Giovanni Battista 1817-1886 | Giovanni Battista 1817-1886 | Angelo 1821-1829            | Angelo 1821-1829            | Maria Giovanna Francesca 1820-1864 | Maria Giovanna Francesca 1820-1864 | Luigi 1823-1907 | Luigi 1823-1907 | Maria Carolina 1825-1829 | Maria Carolina 1825-1829 | Maria Luigia 1828-1866 | Maria Luigia 1828-1866 | Altri figli in secondo voto · | Altri figli in secondo voto · |
|                               |                               |                                   |                                   |                                     |                                     |                                    |                                    |                     |                     |                                    |                          |                            |                         |                            |                            |                             |                             |                             |                             |                                    |                                    |                 |                 |                          |                          |                        |                        |                               |                               |
|                               |                               |                                   |                                   |                                     |                                     |                                    |                                    |                     |                     |                                    |                          |                            |                         |                            |                            |                             |                             |                             |                             |                                    |                                    |                 |                 |                          |                          |                        |                        |                               |                               |
|                               |                               |                                   |                                   |                                     |                                     |                                    |                                    |                     |                     | Carlo 1840-1844                    | Carlo 1840-1844          | Antonio 1842-1911          | Antonio 1842-1911       | Innocentina 1844-1868      | Innocentina 1844-1868      | Ramo trentino ·             | Ramo trentino ·             |                             |                             |                                    |                                    |                 |                 |                          |                          |                        |                        |                               |                               |
|                               |                               |                                   |                                   |                                     |                                     |                                    |                                    |                     |                     |                                    |                          |                            |                         |                            |                            |                             |                             |                             |                             |                                    |                                    |                 |                 |                          |                          |                        |                        |                               |                               |
|                               |                               |                                   |                                   |                                     |                                     |                                    |                                    |                     |                     |                                    |                          |                            |                         |                            |                            |                             |                             |                             |                             |                                    |                                    |                 |                 |                          |                          |                        |                        |                               |                               |
|                               |                               |                                   |                                   |                                     |                                     |                                    |                                    |                     |                     | Teresa 1869-1936                   | Teresa 1869-1936         | Mariano 1875-1895          | Mariano 1875-1895       | Giuseppina Maria 1881-1952 | Giuseppina Maria 1881-1952 |                             |                             |                             |                             |                                    |                                    |                 |                 |                          |                          |                        |                        |                               |                               |
|                               |                               |                                   |                                   |                                     |                                     |                                    |                                    |                     |                     |                                    |                          |                            |                         |                            |                            |                             |                             |                             |                             |                                    |                                    |                 |                 |                          |                          |                        |                        |                               |                               |
|                               |                               |                                   |                                   |                                     |                                     |                                    |                                    |                     |                     |                                    |                          |                            |                         |                            |                            |                             |                             |                             |                             |                                    |                                    |                 |                 |                          |                          |                        |                        |                               |                               |
|                               |                               |                                   |                                   |                                     |                                     |                                    |                                    |                     |                     | Famiglia Roi Fogazzaro Valmarana · |                          |                            |                         |                            |                            |                             |                             |                             |                             |                                    |                                    |                 |                 |                          |                          |                        |                        |                               |                               |

## Luoghi

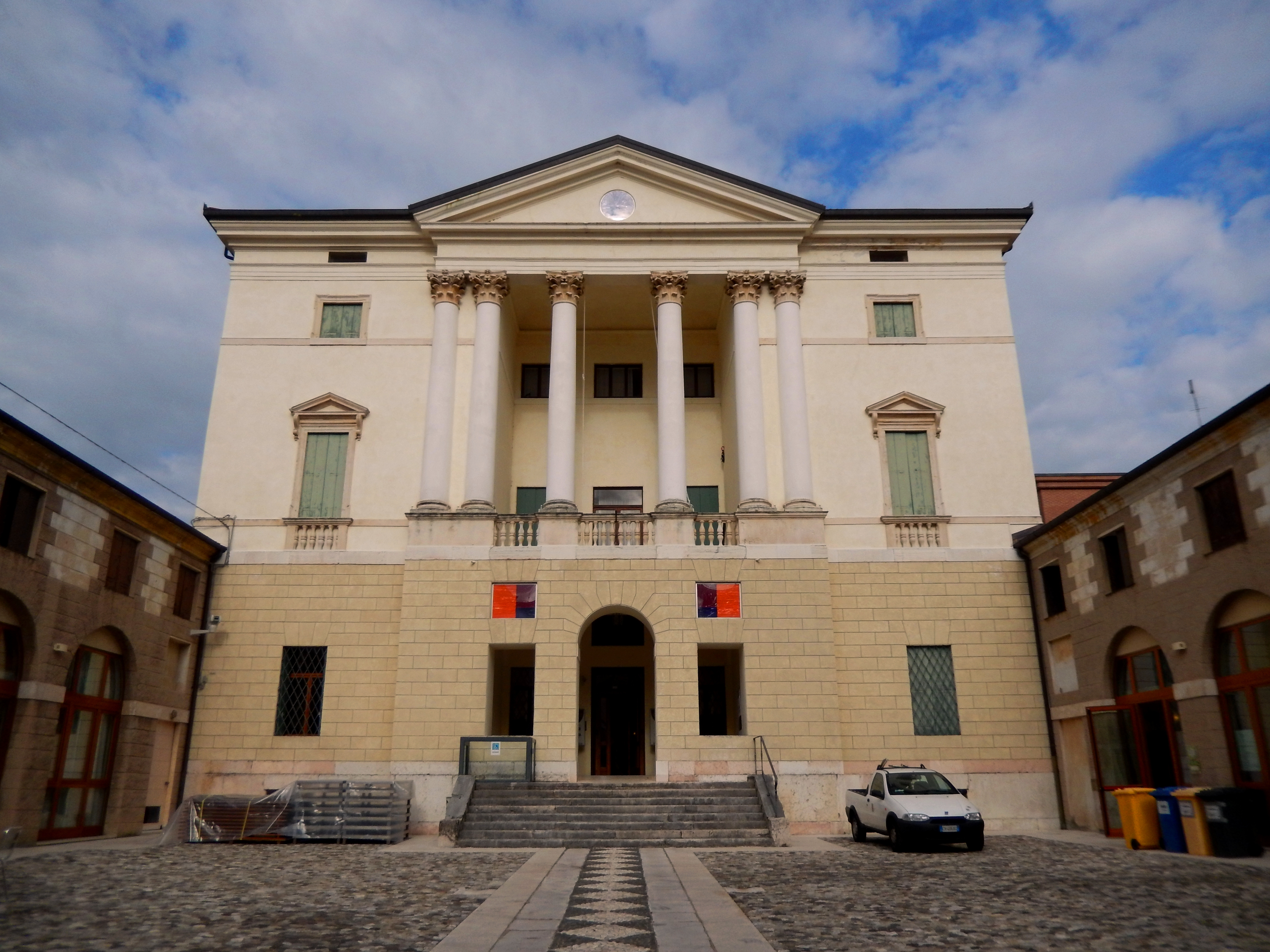
Facciata di palazzo Fogazzaro, Schio.

- Villa Fogazzaro Colbachini - villa neoclassica situata nel territorio comunale di Montegalda.
- Villa Fogazzaro Roi - dimora estiva famigliare situata nel territorio comunale di Valsolda.
- Palazzo Fogazzaro - palazzo storico di Schio, ospita il museo civico.